# Matt Gaetz
Matthew Louis Gaetz II (Hollywood, Florida, 7 de mayo de 1982), más conocido como Matt Gaetz, es un político y abogado estadounidense que se desempeñó como miembro de la Cámara de Representantes de los Estados Unidos para el 1.º distrito congresional de Florida desde 2017 hasta su renuncia en 2024. Miembro del Partido Republicano y autodenominado populista libertario, es ampliamente considerado como un defensor de las políticas, así como un fiel aliado, de Donald Trump. En octubre de 2023, Gaetz presentó una moción de vacancia que condujo a la destitución de Kevin McCarthy como presidente de la Cámara de Representantes de Estados Unidos.
Hijo del destacado político de Florida Don Gaetz y nieto del político de Dakota del Norte Jerry Gaetz, se crio en Fort Walton Beach, Florida. Después de graduarse de la Escuela de Derecho del College of William and Mary, trabajó brevemente en la práctica privada antes de postularse para representante estatal. Sirvió en la Cámara de Representantes de Florida desde 2010 hasta 2016, y en 2016, fue elegido miembro de la Cámara de Representantes de Estados Unidos y fue reelegido en 2018, 2020, 2022 y 2024.
En 2020, fue acusado de tráfico sexual infantil y estupro. Después de una investigación, el Departamento de Justicia de los Estados Unidos (DOJ) decidió no presentar cargos. En diciembre de 2024, el Comité de Ética de la Cámara de Representantes publicó un informe que encontró evidencia de que pagó por sexo (incluso con una joven de 17 años) y abusó de drogas ilegales durante su mandato en la Cámara de Representantes de Estados Unidos.
El 13 de noviembre de 2024, el presidente electo Donald Trump anunció que lo nominaría para desempeñarse como fiscal general de los Estados Unidos, lo que algunos republicanos del Senado recibieron mal. Tras el anuncio de Trump, renunció a la Cámara de Representantes. Una semana después, se retiró de la consideración para el puesto de fiscal general. Aunque ya había ganado la reelección para el 119.º Congreso de los Estados Unidos, presentó una carta de renuncia antes de la juramentación renunciando también a ese período.

## Primeros años de vida y carrera
Matt Gaetz es hijo del senador republicano Don Gaetz. 
Antes de servir en el Congreso, trabajó como abogado en el noroeste de Florida con el bufete de abogados Keefe, Anchors & Gordon] donde abogó por un gobierno más abierto y transparente.
En 2010, fue elegido para servir en la Cámara de Representantes de Florida para representar partes de los condados de Okaloosa y Santa Rosa. Fue presidente del Comité de Finanzas e Impuestos, donde aprobó $1 mil millones en recortes de impuestos, todo mientras equilibraba el presupuesto estatal y derogaba o reemplazaba más de 4000 regulaciones. Matt también se desempeñó como presidente del Subcomité de Justicia Criminal, donde aprobó algunas de las penas más duras de Estados Unidos contra los depredadores sexuales violentos.

## Carrera política
Ha sido autor de leyes clave sobre política exterior, atención médica de los veteranos, inmigración, cambio climático y más durante sus casi cuatro años en el cargo. En 2019, presentó el Green Real Deal, un plan para abordar el cambio climático aprovechando el poder de los mercados libres, adoptando la innovación tecnológica y el espíritu empresarial, y reduciendo la burocracia gubernamental excesiva. En 2020, introdujo la ley PANDEMIC, que hace referencia al acrónimo Protect American Nationals During Emergencies by Mitigating the Immigration Crisis o "Proteger a los Ciudadanos Estadounidenses durante Emergencias Mitigando la Crisis de Inmigración", en español. La ley ordena la deportación de todos los extranjeros ilegales detenidos en los Estados Unidos cuando se declara una emergencia nacional relacionada con una enfermedad transmisible, y en 2020 fue autor de la "Ley Ainsworth", que permite a los centenarios veteranos militares calificar para los beneficios de pensión completa del Departamento de Asuntos de los Veteranos de los Estados Unidos independientemente de su patrimonio neto.
Dado que el noroeste de Florida alberga instalaciones militares estratégicas como Eglin AFB, Hurlburt Field y NAS Pensacola, ha convertido en una prioridad garantizar que las fuerzas armadas tengan capacidades extraordinarias para proteger a Estados Unidos. Durante la Ley de Autorización de Defensa Nacional (NDAA por sus siglas en inglés) del año fiscal 2019, obtuvo numerosas disposiciones, incluida una enmienda para los beneficios de viaje SPACE-A para veteranos con discapacidades relacionadas con el servicio, y un aumento de $41.9 millones en fondos para campos de pruebas militares, incluido el Campo de Pruebas del Golfo.

## Nominación para fiscal general
El presidente electo Trump anunció que lo nominaría para desempeñarse como fiscal general de los Estados Unidos el 13 de noviembre de 2024. Renunció a la Cámara de Representantes de Estados Unidos poco después del anuncio. Su nominación planeada fue recibida negativamente por varios senadores republicanos, varios de los cuales indicaron que no la apoyarían debido a las acusaciones vigentes en su contra y su percibida falta de calificaciones.
El 21 de noviembre de 2024, anunció en Twitter que retiraba su nombre de la consideración como fiscal general para evitar complicar la transición presidencial de Trump. Al día siguiente, dijo que no tenía intención de unirse al 119.º Congreso, aunque ya había ganado la reelección. Posteriormente confirmó su dimisión por escrito.

## Posiciones políticas
Gaetz es un republicano conservador. Se opone al aborto "sin excepción" y se pronuncia a favor de reducir el gasto público y los impuestos. Apoyó a Donald Trump en las primarias republicanas de 2016, criticando sobre todo a los "inmigrantes ilegales" y a los "terroristas musulmanes".
Escéptico del cambio climático, se opone a la Agencia de Protección Ambiental (EPA), cuya supresión propuso en 2017. En 2017, también se opuso a una ley que habría dado al gobierno federal más medios para luchar contra la trata de personas.

## Asuntos legales y controversias
El mandato de Gaetz como congresista fue ampliamente criticado y controvertido; The New York Times señaló acusaciones de:

conducta sexual inapropiada y uso de drogas ilícito; compartir imágenes o videos inapropiados en la Cámara; hacer mal uso de los registros de identificación estatales; convertir fondos de campaña para uso personal; y aceptar obsequios inadmisibles según las reglas de la Cámara.

Solía tener conflictos con miembros del liderazgo republicano de la Cámara. En octubre de 2023, presentó una moción de vacancia que condujo a la destitución de Kevin McCarthy como presidente de la Cámara de Representantes de Estados Unidos.
La exasistente de la Casa Blanca Cassidy Hutchinson escribió en sus memorias que, durante un viaje a Camp David en 2020, Gaetz le hizo «repetidas insinuaciones» y le pidió que lo «acompañara» a su habitación. Gaetz ha negado estas acciones.

### Investigaciones federales sobre tráfico sexual infantil y estupro

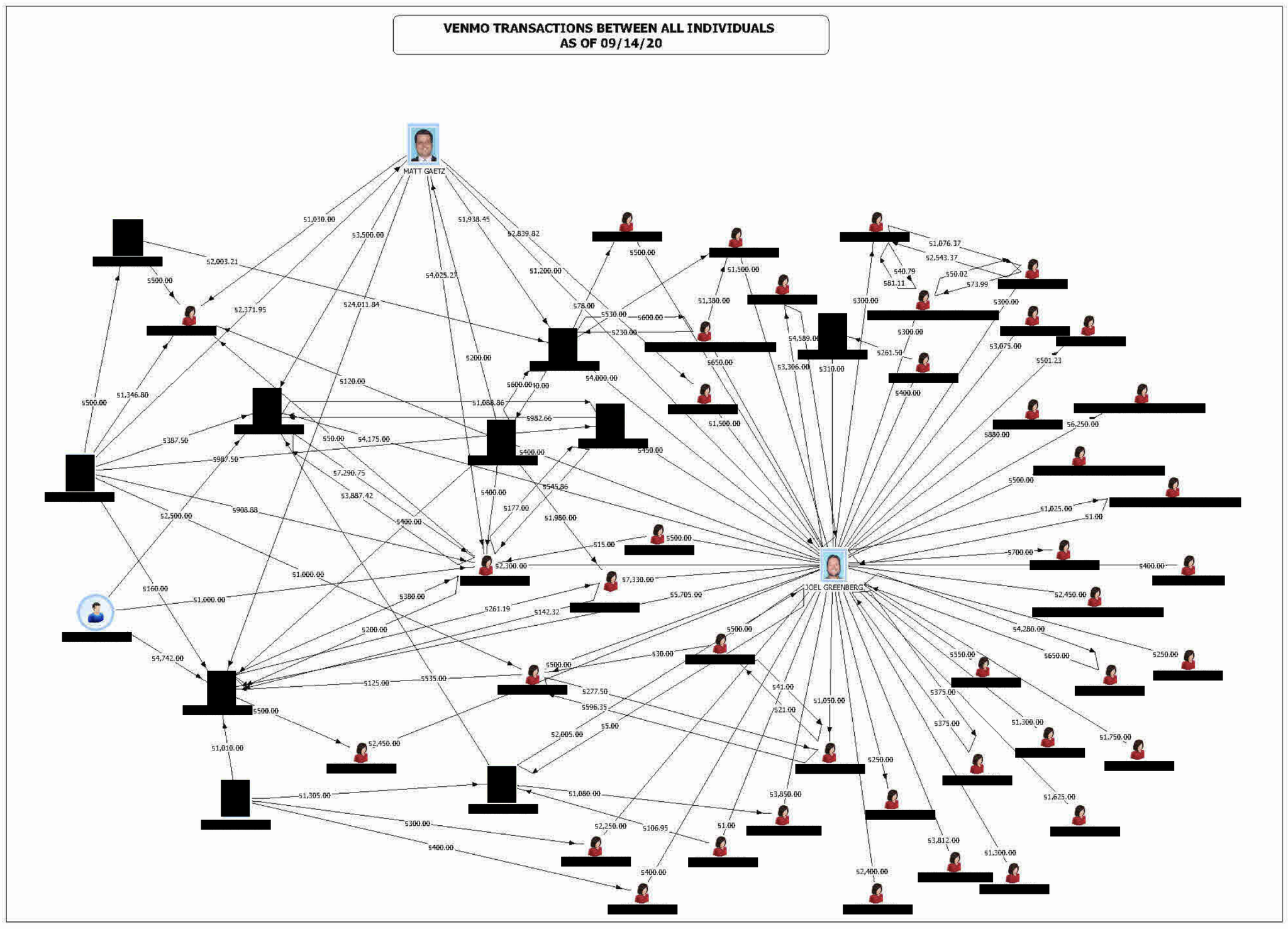
Un cuadro de transacciones de Venmo elaborado por investigadores federales del Departamento de Justicia.

En enero de 2020, el Servicio Secreto de los Estados Unidos habría recibido un aviso de que, en abril de 2018, Gaetz había acompañado al recaudador de impuestos del condado de Seminole, Joel Greenberg, a una oficina gubernamental donde Greenberg estaba produciendo identificaciones falsas. Greenberg fue acusado en agosto de 2020 de una serie de cargos, incluido el tráfico sexual de una niña de 17 años en 2017 y la creación de identificaciones falsas para facilitar el tráfico sexual. La investigación de Greenberg llevó a los funcionarios federales a investigar algunas de las actividades relacionadas con Gaetz. A fines de 2020, el Departamento de Justicia abrió una investigación sobre Gaetz por presuntamente traficar con fines sexuales a la misma joven de 17 años en 2017 y por si había violado las leyes federales de tráfico sexual al pagarle para que viajara con él a través de las fronteras estatales. Como parte de su acuerdo de culpabilidad, Greenberg cooperó con la investigación de Gaetz y otros.
Axios informó que Gaetz estaba «considerando seriamente no buscar la reelección y posiblemente dejar el Congreso antes de tiempo para trabajar en Newsmax» el 30 de marzo de 2021. Ese mismo día, The New York Times informó sobre la investigación del Departamento de Justicia sobre Gaetz. Según CNN, una persona informada sobre el asunto dijo que los investigadores también examinaron si Gaetz utilizó dinero de campaña en sus relaciones con mujeres jóvenes para viajes y gastos y si había dinero en efectivo y drogas involucrados. El 2 de abril, el Departamento de Justicia estaba investigando si Gaetz pidió a las mujeres que reclutaran a otras para tener relaciones sexuales.
Según los informes de 2021, los investigadores federales estaban investigando el viaje de Gaetz a las Bahamas en septiembre de 2018. Según se informa, a Gaetz se le unió el empresario de marihuana y cirujano de manos Jason Pirozzolo, quien supuestamente pagó el alojamiento, los gastos de viaje y los servicios de acompañantes. Según se informa, los investigadores estaban explorando si las acompañantes fueron traficadas sexualmente para Gaetz y si Gaetz aceptó acompañantes pagadas a cambio de acceso político o favores legislativos para Pirozzolo, quien en ese momento presidía la junta directiva de la Asociación de Médicos de Marihuana Medicinal. Gaetz pronunció dos discursos para la organización mientras estaba en el Congreso, y Pirozzolo hizo dos donaciones separadas de $1000 al brazo de campaña de Gaetz, «Friends of Matt Gaetz», en marzo de 2016 y mayo de 2017. Una portavoz de Gaetz negó las nuevas acusaciones. En mayo de 2021, una mujer que participó del viaje a las Bahamas (una pasante del Capitolio que no trabajaba en la oficina de Gaetz pero que estaba saliendo con él) habría accedido a cooperar con los investigadores, quienes creen que tiene información sobre las transacciones financieras de Gaetz durante el viaje.
Los investigadores creen que Greenberg conoció a mujeres a través de un sitio web de sexo y las presentó a Gaetz, quien también tuvo relaciones sexuales con ellas. Hay pruebas que incluyen recibos de pagos móviles que supuestamente sugieren que Gaetz había intercambiado dinero por sexo ilegalmente, como los registros de transacciones de Venmo de mayo de 2018 que muestran que Gaetz envió $900 (con una nota que hacía referencia a una mujer) a Greenberg, quien luego transmitió el dinero (con las notas «matriculación» y «escuela») a tres mujeres, una de las cuales tenía 18 años. Joseph Ellicott, socio de Gaetz y Greenberg, se declaró culpable en enero de 2022 de dos cargos relacionados con esta investigación y también está cooperando con las autoridades.
Gaetz había argumentado en una aparición en Fox News en noviembre de 2020 que Trump «debería indultar a Michael Flynn [y] a todos, desde él mismo hasta los funcionarios de su administración y Joe Exotic». A fines de 2020, Greenberg aparentemente intentó obtener un indulto de la administración Trump a través de una carta de confesión (informada por primera vez por The Daily Beast en abril de 2021), en la que escribió que él y Gaetz habían tenido relaciones sexuales con una niña de 17 años que creían que tenía 19, algo de lo que Greenberg se enteró el 4 de septiembre de 2017, y que se habían realizado pagos en nombre de Gaetz a ella y a otras mujeres a cambio de sexo. Greenberg intentó sobornar a Roger Stone con un pago de 250 000 dólares en bitcoin s para asegurar un indulto presidencial, enviándole un mensaje de texto a Stone: «Saben que [Gaetz] me pagó para pagar a las chicas y que él y yo tuvimos relaciones sexuales con la chica que era menor de edad». Al final de la administración Trump, Greenberg estaba bajo acusación, los investigadores habían estado interrogando a algunos asociados de Gaetz y los agentes federales habían confiscado el teléfono de una de las exnovias de Gaetz. A Gaetz también le confiscaron su teléfono y a finales de diciembre cambió su número.

#### Defensa y reconvención de extorsión
Gaetz negó haber tenido relaciones sexuales con menores y dijo el 30 de marzo de 2021 que no planeaba renunciar a la Cámara. Ese mismo día, tuiteó que él y su familia eran «víctimas de una extorsión criminal organizada que involucraba a un exfuncionario del Departamento de Justicia que buscaba 25 millones de dólares». Todo esto supuestamente comenzó el 16 de marzo, con un mensaje de texto a su padre exigiéndole dinero a cambio de hacer que las acusaciones de tráfico sexual «desaparecieran». Gaetz y su padre supuestamente recibieron comunicaciones diciendo que el FBI tenía fotografías de Gaetz participando en una «orgía sexual con prostitutas menores de edad». El remitente exigía millones de dólares para ayudar a asegurar la liberación del agente federal estadounidense Robert Levinson (que había desaparecido en Irán en 2007 y ya había sido presumido y declarado muerto), proponiendo que el presidente Joe Biden indultaría a Gaetz como recompensa por liberar a Levinson. El remitente fue identificado posteriormente como el desarrollador de Florida Stephen Alford, quien fue arrestado el 31 de agosto.
Gaetz dijo «que sus abogados se comunicaron con el FBI, quien, según dijo, les informó que Gaetz era sujeto, no objetivo, de una investigación. También dijo que su padre aceptó usar un «micrófono» para ayudar al FBI a grabar a los presuntos extorsionadores. Gaetz envió a Axios capturas de pantalla de mensajes de texto, correos electrónicos y documentos que describían el supuesto plan de extorsión, que según él estaba siendo dirigido por David McGee, un exfiscal federal que ha sido abogado privado desde 2005 y ha representado a la familia Levinson. El bufete de abogados de McGee calificó la acusación de Gaetz de «totalmente falsa» y difamatoria, diciéndole a The Daily Beast que Gaetz estaba intentando desviar la atención de la investigación de tráfico sexual. Alford, quien anteriormente había sido condenado a nivel federal por fraude y está representado por McGee, fue acusado a nivel federal en agosto de 2021 por presuntamente llevar a cabo el plan. Los fiscales alegaron que Alford dijo que tenía contactos en el Departamento de Justicia que podrían conseguir un indulto presidencial para Gaetz y ordenó a Don Gaetz que transfiriera el dinero a una cuenta fiduciaria administrada por McGee. Según se informa, McGee se reunió con Don Gaetz antes que Alford, pero aparentemente no discutieron un indulto presidencial, sobre el cual Alford luego admitió al FBI que había mentido sobre su capacidad para conseguirlo.
También el 30 de marzo, Tucker Carlson entrevistó a Gaetz en Fox News. Además de negar las acusaciones sobre su relación con una joven de 17 años, Gaetz negó una afirmación no publicada previamente de que había sido fotografiado «con prostitutas infantiles», y dijo que el FBI había instado a un amigo suyo (a quien Carlson supuestamente había conocido) a afirmar que Gaetz estaba «involucrado en algún plan de 'pago por juego'». También argumentó que «ofrecer vuelos y habitaciones de hotel a personas con las que estás saliendo y que son mayores de edad no es un delito».

#### Respuesta y otros acontecimientos
El líder de la minoría de la Cámara de Representantes, Kevin McCarthy, dijo que no tenía planes de remover a Gaetz de sus puestos en los Comités Judicial y de Servicios Armados el 31 de marzo de 2021, pero que podría cambiar de opinión si Gaetz «es acusado formalmente» o «si resulta ser cierto».
CNN informó el 1 de abril que Gaetz había mostrado fotografías de mujeres desnudas a sus colegas en la Cámara de Representantes. Gaetz supuestamente afirmó haber dormido con las mujeres que aparecen en las fotografías. Al día siguiente, su director de comunicaciones, Luke Ball, y su director legislativo, Devin Murphy, dimitieron. Ambos habían comenzado a trabajar para Gaetz cuando se unió al Congreso en 2017.
El 6 de abril, The New York Times informó que, en las últimas semanas de la administración Trump, Gaetz solicitó en privado un indulto presidencial general para él y otros, que al parecer le fue denegado porque sentaría un mal precedente. Al día siguiente, Trump negó públicamente que Gaetz le hubiera pedido el indulto. El 7 de abril, la periodista Maggie Haberman reportó en CNN que Trump habría querido defender a Gaetz, pero que le habían dicho que se no lo hiciera debido a la gravedad de las acusaciones.
La oficina de Gaetz en el Congreso publicó una declaración supuestamente escrita por sus empleadas avalando su carácter, afirmando que «rechazan uniformemente estas acusaciones como falsas» el 8 de abril. El nuevo director de comunicaciones de Gaetz, Joel Valdez, dijo de Forbes que «las ocho empleadas femeninas de la oficina la firmaron [la declaración]», pero la versión de la declaración que se publicó no tenía la firma de nadie ni identificaba a ningún empleado específico. Esa tarde, el representante Adam Kinzinger tuiteó que Gaetz debería renunciar, convirtiéndose en el primer republicano del Congreso en hacer tal llamado.
El Comité de Ética de la Cámara de Representantes abrió una investigación el 9 de abril sobre las acusaciones de que Gaetz «pudo haber incurrido en mala conducta sexual y/o uso ilícito de drogas, haber compartido imágenes o videos inapropiados en el pleno de la Cámara de Representantes, haber hecho mal uso de registros de identificación estatales, haber convertido fondos de campaña en fondos personales y/o haber aceptado un soborno, una gratificación indebida o un regalo inadmisible». El comité aplazó su investigación a petición del Departamento de Justicia, pero la reanudó en junio de 2023.
A fines de abril, Gaetz recaudó fondos para publicar sus propios anuncios políticos, alegando que estaba siendo atacado por intereses poderosos como «el gran gobierno, las grandes tecnologías, las grandes empresas, los grandes medios de comunicación» que lo percibían como una amenaza política. Una empresa de relaciones públicas contratada por Gaetz emitió una declaración de negación respecto del informe de The Daily Beast sobre la correspondencia de Greenberg que lo implicaba a él y a Gaetz.
Greenberg se declaró culpable de múltiples delitos el 17 de mayo en un acuerdo de colaboración premiada en el que tendría que cooperar con los fiscales.
En junio, según se informó, la investigación federal se había ampliado para incluir obstrucción de la justicia, en relación con la conversación telefónica de Gaetz con un testigo. Más tarde, en junio, ABC News informó que la investigación había involucrado a muchos en la escena política de Florida Central y que los fiscales podrían decidir si presentar cargos contra Gaetz ya en julio. En agosto, ABC News informó que Greenberg había «proporcionado a los investigadores años de transacciones de Venmo y Cash App y miles de fotos y videos, así como acceso a cuentas personales de redes sociales». Estos incluyen mensajes de texto de septiembre de 2018 entre Greenberg y una mujer que ejerce la prostitución, que indican que se había concertado una cita con una prostituta para Gaetz y que es posible que se le haya ofrecido MDMA. Un portavoz de Gaetz dijo que «ninguna mujer se ha presentado para acusar al representante Gaetz de haber cometido algún delito» y que Gaetz había «abordado las acusaciones desacreditadas en su contra» en su nuevo pódcast, Firebrand. Según Greenberg, él hizo los arreglos para Gaetz.
Dos importantes fiscales de Washington —un investigador de corrupción pública con experiencia en delitos de explotación infantil y un líder de la unidad de corrupción pública— han trabajado en el caso de Gaetz desde al menos mediados de 2021. La audiencia de sentencia de Greenberg estaba programada originalmente para agosto de 2021, pero debido a su cooperación en investigaciones relacionadas, se había retrasado repetidamente. En enero de 2022, una exnovia de Gaetz testificó ante un gran jurado después de que se le conediera inmunidad; al parecer tenía información relevante para dos de los tres cargos penales que se estaban considerando para Gaetz: tráfico sexual de una menor y obstrucción de la justicia. (Un año después, su abogado dijo que los fiscales del Departamento de Justicia tomaron la decisión correcta de no acusar a Gaetz porque «no tenían pruebas para demostrar un delito»). Gaetz también fue acusado de violar la Ley Mann, que prohíbe el tráfico sexual a través de las fronteras estatales. Más tarde, en enero de 2022, Joseph Ellicott confesó que el 4 de septiembre de 2017, fue testigo de cómo Greenberg le decía a Gaetz por teléfono que la mujer con la que ambos habían tenido relaciones sexuales era menor de edad.
Gracias a su ayuda con los fiscales en una serie de investigaciones, incluidas las que involucraban a Gaetz, Greenberg fue sentenciado a 11 años de prisión, más 10 años de libertad supervisada, el 1 de diciembre de 2022. El juez que dictó la sentencia, Gregory A. Presnell, dijo: «Ha prestado una cooperación sustancial al gobierno... más de la que he visto en 22 años».
Los documentos judiciales presentados en septiembre de 2024 indicaron que, según varios testigos presenciales, Gaetz había asistido a una fiesta en 2017 junto con una niña de 17 años, en la casa del cabildero Chris Dorworth, donde las personas participaban en actividades sexuales y consumían drogas, incluida cocaína, éxtasis y cannabis.

#### Conclusión de la investigación del Departamento de Justicia
Un artículo de The Washington Post de septiembre de 2022 informó que los fiscales habían recomendado no presentar una acusación formal contra Gaetz en la investigación de tráfico sexual, y le dijeron a los superiores del Departamento de Justicia que una condena es poco probable en parte debido a dudas sobre la credibilidad de los dos testigos centrales. En febrero de 2023, el Departamento de Justicia comunicó a los abogados de Gaetz que habían concluido su investigación y que no presentarían cargos contra él, poniendo fin de manera efectiva a la investigación.

#### Reapertura de la investigación por parte del Comité de Ética de la Cámara de Representantes
El Comité de Ética de la Cámara de Representantes comenzó su investigación en abril de 2021 sobre la presunta mala conducta de Gaetz, pero pronto la detuvo mientras el Departamento de Justicia investigaba. Poco después de la conclusión de la investigación del Departamento de Justicia en febrero de 2023, el Comité de Ética de la Cámara reabrió su investigación. Dos mujeres, ambas representadas por el abogado Joel Leppard, testificaron que Gaetz les pagó por sexo. Una de esas mujeres dijo que en julio de 2017 vio a Gaetz teniendo relaciones sexuales con su amiga de 17 años y que una vez que Gaetz se dio cuenta de la edad de la niña, pausó la relación hasta que ella cumpliera 18 años. La mujer, que tenía 17 años en el momento del incidente, dijo al Comité de Ética de la Cámara que tuvo dos encuentros sexuales con Gaetz en la misma fiesta. El Departamento de Justicia había registrado pagos que mostraban que, entre julio de 2017 y enero de 2019, Gaetz pagó a ambas mujeres un total de más de $10 000 en 27 transacciones de Venmo y un cheque. El comité recibió este cuadro del Departamento de Justicia, pero el Departamento de Justicia no le entregó otra información que el comité solicitó. El comité también se puso en contacto con la exnovia de Gaetz, que en 2022 había recibido inmunidad y testificó en la investigación criminal, aunque al parecer no esperaba que cooperara voluntariamente en la investigación ética.
A mediados de noviembre de 2024, días antes de que el comité tuviera previsto votar si publicar su informe, que estaba casi completo y que, según personas con información privilegiada, era «muy crítico» de Gaetz, Gaetz renunció a la Cámara. Si bien la razón dada por él es que fue debido al anuncio de su nominación como fiscal general de los Estados Unidos para el segundo mandato de Donald Trump, algunos argumentaron que al dejar de pertenecer a la Cámara, el comité perdería jurisdicción para continuar su investigación y, según las propias reglas de la Cámara, tampoco puede publicar el informe. (A pesar de esta regla interna, la Cámara ya ha publicado informes sobre exmiembros anteriormente). El presidente de la Cámara, Mike Johnson, dijo que «solicitaría encarecidamente que el Comité de Ética no emita el informe». Dado el papel del Senado en la aprobación de la nominación de Gaetz para fiscal general, varios senadores, entre ellos Joni Ernst, John Curtis, John Cornyn y Markwayne Mullin, pidieron a la Cámara que les permitiera revisar el informe del Comité de Ética. Los abogados de las dos mujeres pidieron que el informe se hiciera público: John Clune (que representaba a la mujer que tenía 17 años en el momento del incidente) y Joel Leppard (que representaba a la testigo).
El testimonio jurado de la mujer que dijo haber tenido relaciones sexuales con Gaetz en 2017 cuando tenía 17 años, junto con el testimonio de un testigo presencial de ese encuentro sexual, fue obtenido por un pirata informático el 18 de noviembre. Un abogado a cargo del caso detectó la descarga sospechosa. El hacker no filtró el material inmediatamente.
El Comité de Ética de la Cámara decidió que antes del 5 de diciembre terminaría su informe y votaría si lo publicaba o no.
Gaetz retiró su nominación para fiscal general el 21 de noviembre e indicó al día siguiente que no regresaría a la Cámara.
El Comité de Ética de la Cámara de Representantes votó para publicar su informe en diciembre de 2024. Se hizo público el 23 de diciembre. El informe del Comité de Ética concluyó que Gaetz había violado las leyes del estado de Florida, incluidas las que prohíben el estupro, la contratación de prostitución y el uso de drogas ilícitas, pero que Gaetz no participó en el tráfico sexual a través de las fronteras estatales. El comité identificó al menos 20 ocasiones en las que había pagado a mujeres por sexo o drogas. Se encontraron pagos por un total de más de 90 000 dólares a la joven de 17 años y a otras 11 mujeres.

### Infracciones de tránsito
Fue arrestado por conducir bajo la influencia del alcohol cuando regresaba de un club nocturno en Okaloosa Island, Florida, en 2008. La policía lo grabó conduciendo a 48 millas por hora (77 km/h) en una zona de 35 millas por hora (56 km/h) y observó que presentaba signos físicos de intoxicación. Inicialmente negó haber bebido alcohol, pero luego admitió haber bebido dos cervezas. Falló dos veces un examen de la vista y luego se negó a someterse a pruebas de sobriedad. Después de que fue arrestado, se negó a someterse a una prueba de alcoholímetro.
Poco después de que el su caso fuera remitido al fiscal estatal Steve Meadows, se le restableció su licencia de conducir. Aunque la ley de Florida requiere una suspensión de un año cuando un conductor se niega a someterse a una prueba de alcoholímetro, su suspensión fue de menos de un año. Su negativa tampoco dio lugar a un proceso penal en el que pudiera haberse utilizado en su contra. Un oficial de campo del Departamento de Seguridad de Carreteras y Vehículos Motorizados de Florida declaró que no había evidencia de que Gaetz se negara a una prueba de alcoholemia, a pesar de que el oficial de policía que lo arrestó lo había documentado en una declaración jurada y en el informe del arresto y el propio abogado de Gaetz también lo había documentado. Su abogado también argumentó que un testigo anónimo que conocía a Gaetz «no observó ningún indicio de incapacidad». Los cargos contra él fueron desestimados.

## Vida personal
En diciembre de 2020, anunció su compromiso con su novia, Ginger Luckey, hermana del fundador de Oculus VR y principal donante republicano, Palmer Luckey. Se casaron en agosto de 2021. Es bautista.
En varias ocasiones ha mencionado que consideraba al hermano menor de su exnovia, Néstor Galbán, como su familia. Aunque se ha referido a Galbán como su hijo en el pasado, los dos no están relacionados genética ni legalmente.